# ميخائيل جونسون
ميخائيل جونسون (بالإنجليزية: Michael Johnson)‏ (13 أكتوبر 1941 بسوانزي في المملكة المتحدة - 1 يناير 1991) هو مدرب كرة قدم ولاعب كرة قدم بريطاني في مركز الدفاع. شارك مع منتخب ويلز لكرة القدم. أما مع النوادي، فقد لعب مع سوانزي سيتي ونادي ووستر سيتي.

## وصلات خارجية
- ميخائيل جونسون على موقع قاعدة بيانات كرة القدم.إي يو (الإنجليزية)